# Talovín zimní

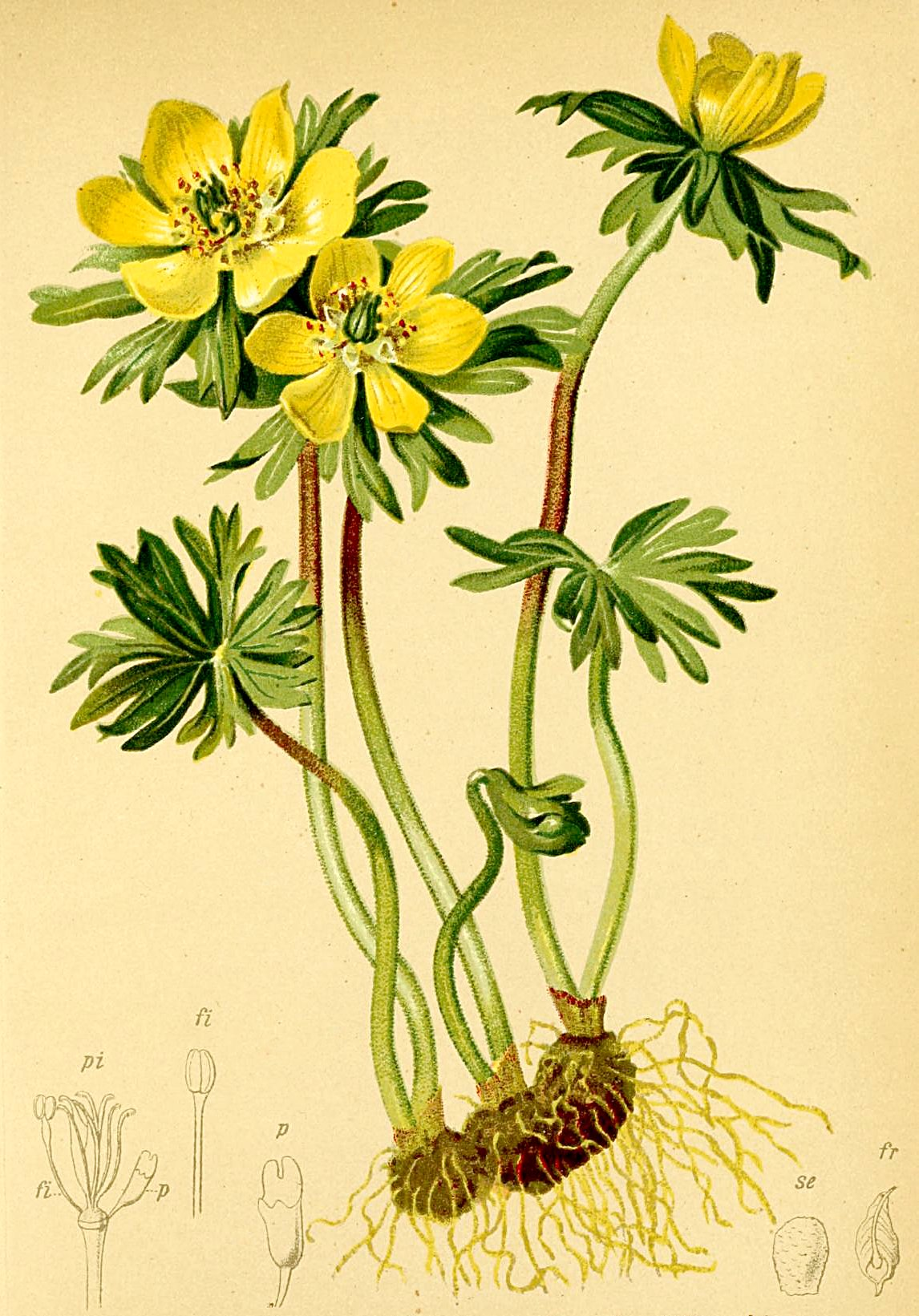
Talovín zimní

Talovín zimní (Eranthis hyemalis) je druh rostliny z čeledi pryskyřníkovitých, v ČR běžně pěstované na zahrádkách, kvetoucí velmi brzy na jaře.

## Popis
Je to jednodomá bylina s podzemními hlízkami, dorůstá asi 5–20 cm výšky. Lodyhy jsou nízké, přízemní listy se vyvíjí až po odkvětu, jsou dlouze řapíkaté, čepel je v obrysu okrouhlá, dlanitě 5–7 četná. Lodyžní listy chybí. Listeny jsou v přeslenu po třech těsně pod květem, jsou členěné v široce čárkovité úkrojky. Květy jsou oboupohlavní, jednotlivé na vrcholu stonku, asi 2–3 cm v průměru. Kališní lístky jsou korunovitě zbarvené (petaloidní), což je někdy interpretováno jako okvětí, jsou sytě žluté. Korunní jsou drobné, kalíškovité, s nektárii. Kvete velmi brzy na jaře, v únoru až v březnu, v teplých zimách i v lednu. Tyčinek je mnoho. Opylování pomocí hmyzu (entomogamie). Plodem je měchýřek, zpravidla 9–17 mm dlouhý, měchýřky jsou uspořádány v souplodí a zpravidla jich bývá 4-9. Počet chromozomů je 2n=16.

## Rozšíření
Talovín zimní je přirozeně rozšířen v jižní Evropě, od JV Francie, přes Itálii, býv. Jugoslávii po Bulharsko a v Malé Asii. Pěstován a zplanělý je i jinde, člověkem byl zavlečen i do Severní Ameriky. V ČR je to běžně pěstovaná okrasná jarní bylina na zahrádkách, zřídka zplaňuje. Celá rostlina je jedovatá.